# Edward Yang
Pour les articles homonymes, voir Yáng (楊).
Edward Yang (chinois : 楊德昌 — pinyin : Yáng Déchāng), né le 6 novembre 1947 à Shanghai en Chine et mort le 29 juin 2007 à Beverly Hills aux États-Unis, est un réalisateur et scénariste, figure de la nouvelle vague taïwanaise.

## Biographie

### De la jeunesse au cinéma
Yang Dechang, dit Edward Yang, nait à Shanghai le 6 novembre 1947 d'un père confucéen et d'une mère chrétienne. Il grandit à Taipei après l'exil de ses parents à Taïwan. Il étudie le génie électrique à Taïwan avant d'étudier à l'université de Floride d'où il sort diplômé en 1974. À cette époque et dans la période qui suit, il travaille au Center for Informatics Research. Bien qu'intéressé par le cinéma depuis l'enfance, il choisit de poursuivre sa carrière dans les hautes technologies. De plus, il avait été convaincu lors d'un bref passage à l'USC Film School que le monde du cinéma n'était pas pour lui, notamment car il le jugeait trop commercial. Il part donc travailler à Seattle dans l'informatique.
Tout en travaillant à Seattle, Yang découvre le film Aguirre, la colère de Dieu de Werner Herzog qui relance sa passion pour le cinéma et l'introduit aux classiques du cinéma européen et notamment Michelangelo Antonioni.

### Les débuts dans le cinéma
Yang retourne à Taïwan pour écrire le scénario et aider dans la production d'un téléfilm hong-kongais The Winter of 1905. Après avoir réalisé quelques téléfilms et séries, Yang débute au cinéma en 1982 avec le court métrage Attentes pour la collection In Our Time souvent considérée comme le point de départ du « nouveau cinéma » taïwanais. Le film est un portrait des expériences d'une jeune fille lors de sa puberté.

### Un réalisateur talentueux
Yang poursuit avec plusieurs œuvres majeures. Contrairement à son contemporain Hou Hsiao-hsien, qui est intéressé par la campagne, Yang traite principalement de la ville. Il analyse l'environnement et les relations dans le Taïwan urbain dans presque tous ses films. Son premier long métrage, That Day, on the Beach (1983) est suivi de Taipei Story où joue son ami le cinéaste Hou Hsiao-hsien. Les deux films sont primés dans de nombreux festivals. Suivront Le Terroriste en 1986, lui aussi couronné de succès. C'est un thriller à la narration multiple sur la vie urbaine qui reprend les thèmes du crime et de l'aliénation chères à Antonioni.
Edward Yang monte sa propre structure indépendante, Yang and His Gang. Elle produit son quatrième film, A Brighter Summer Day, qui sort en 1991. Le film examine le développement de la société taïwanaise après 1949, entre les gangs d'adolescents et l'influence de la culture pop américaine.
Yang poursuit en 1994 avec les satires Confusion chez Confucius puis Mahjong en 1996 qui explore Taïwan à travers le regard de personnages étrangers.

### La reconnaissance internationale
En 2000, Yang sort Yi Yi qui est son film le plus connu. Parmi d'autres récompenses, il reçoit le prix de la mise en scène à Cannes. Yi Yi est le portrait de la famille Jian, qui suit trois générations d'un mariage à un enterrement.
Dans ses films, Yang examine la lutte entre la modernité et la tradition, de même que les relations entre l'art et le commerce. Yang a collaboré avec de nombreux artistes taïwanais tels Wu Nien-jen ou Hou Hsiao-hsien. Il enseigne le cinéma et le théâtre à l'Université nationale d'art de Taipei. Il engage souvent ses étudiants comme acteurs.
En 2007, Yang prépare le projet The Wind avec Jackie Chan qui s'interrompt à cause de la maladie de Yang. Il meurt le 29 juin 2007 à Beverly Hills, des suites d'un cancer du côlon.
En 2023, sous l'intitulé A One and a Two: Edward Yang Retrospective, l'œuvre d'Edward Yang a fait l'objet d'une grande exposition au TFAM (Taipei Fine Arts Museum) mettant en valeur l'ensemble de ses œuvres et de ses travaux, accompagnée d'une rétrospective intégrale de ses films au Taiwan Film and Audiovisual Institute. 

## Filmographie

### Réalisateur et scénariste

#### Moyen métrage
- 1982 : In Our Time (光陰的故事, Guāngyīn de gùshì), le segment Desires (指望)

#### Long métrage
- 1983 : That Day, on the Beach (海灘的一天, Hǎitān de yītiān)
- 1985 : Taipei Story (青梅竹馬, Qīngméi zhúmǎ)
- 1986 : The Terrorizers (恐怖份子, Kǒngbù fènzi)
- 1991 : A Brighter Summer Day (牯嶺街少年殺人事件, Gǔ lǐng jiē shàonián shārén shìjiàn)
- 1994 : Confusion chez Confucius (獨立時代, Dúlì Shídài)
- 1996 : Mahjong (麻將, Májiàng)
- 2000 : Yi yi (Yi yi: A One and a Two) (一 一, Yī yī)

### Producteur
- 2002 : Koubanji de Alex Yang

### Compositeur
- 1984 : Un été chez grand-père (冬冬的假期, Dōng dōng de jiàqī) de Hou Hsiao-hsien

### Acteur
- 1982 : The Winter of 1905 (Yi jiu ling wu de dong tian) de Wei-cheng Yu : Lieutenant Tanaka
- 1984 : Un été chez grand-père (冬冬的假期, Dōng dōng de jiàqī) de Hou Hsiao-hsien : le père des enfants
- 1985 : Taipei Story (青梅竹馬, Qīngméi zhúmǎ) de lui-même : barman (non crédité)
- 1997 : First Love Unlimited (Chu lian wu xian Touch) de Joe Ma : le beau-père de Tap
- 2000 : Yi Yi (一 一, Yī yī) de lui-même : pianiste (non crédité)

## Distinctions
- 1985 : Prix de la Fipresci au Festival de Locarno pour Taipei Story
- 1986 : Grand Prix du Jury au Festival de Locarno pour The Terrorizers
- 1991 : Au 4e Festival international du film de Tōkyō où il remporte le Grand Prix du Jury et le Prix de la Fipresci pour A Brighter Summer Day
- 1991 : Prix de la mise en scène au Festival des trois continents pour A Brighter Summer Day
- 1994 : Au 31e Golden Horse Film Festival où il remporte le Best Original Screenplay pour Confusion chez Confucius
- 1996 : Prix Spécial du Jury au Festival de Berlin pour Mahjong
- 1996 : Prix du Meilleur réalisateur au Festival International du Film de Singapour pour Mahjong
- 2000 : Au 19e Vancouver International Film Festival  où il remporte le Chief Dan George Humanitarian Award pour Yi yi
- 2000 : Au Prix de la critique le Prix Léon Moussinac du meilleur film étranger pour Yi yi
- 2000 : Prix de la mise en scène au festival de Cannes pour Yi yi